# Rejon dworiczniański
Rejon dworiczniański (ukr. Дворічанський район) – dawna jednostka administracyjna wchodząca w skład obwodu charkowskiego Ukrainy.
Utworzony w 1923, miał powierzchnię 1112 km² i liczył 17 tysięcy mieszkańców. Siedzibą władz rejonowych byłaDworiczna.
Na terenie rejonu znajdowały się 1 osiedlowa rada i 13 silskich rad, liczących w sumie 51 wsi i 3 osady.
Zlikwidowany 19 lipca 2020 roku w ramach reformy administracyjnej. Jego ziemie weszły w skład nowego rejonu kupiańskiego.